# 1844 Susilva
1844 Susilva este un asteroid din centura principală, descoperit pe 30 octombrie 1972 de Paul Wild.